# Grand Prix Německa 1984
Grand Prix Německa 1984 (oficiálně XLVI Großer Preis von Deutschland) se jela na okruhu Hockenheimring v Hockenheimu v Německu dne 5. srpna 1984. Závod byl jedenáctým v pořadí v sezóně 1984 šampionátu Formule 1.

## Kvalifikace
| Poř.   | No. | Jezdec             | Konstruktér       | Časy v kvalifikaci | Časy v kvalifikaci | Ztráta  |
| Poř.   | No. | Jezdec             | Konstruktér       | Q1                 | Q2                 | Ztráta  |
| ------ | --- | ------------------ | ----------------- | ------------------ | ------------------ | ------- |
| 1      | 7   | Alain Prost        | McLaren-TAG       | 1:49.439           | 1:47.012           | —       |
| 2      | 11  | Elio de Angelis    | Lotus-Renault     | 1:48.033           | 1:47.065           | +0.053  |
| 3      | 16  | Derek Warwick      | Renault           | 1:48.576           | 1:48.382           | +1.370  |
| 4      | 15  | Patrick Tambay     | Renault           | 1:51.414           | 1:48.425           | +1.413  |
| 5      | 1   | Nelson Piquet      | Brabham-BMW       | 1:48.698           | 1:48.584           | +1.572  |
| 6      | 27  | Michele Alboreto   | Ferrari           | 1:49.782           | 1:48.847           | +1.835  |
| 7      | 8   | Niki Lauda         | McLaren-TAG       | 1:48.912           | 1:49.004           | +1.900  |
| 8      | 2   | Teo Fabi           | Brabham-BMW       | 1:51.693           | 1:49.302           | +2.290  |
| 9      | 19  | Ayrton Senna       | Toleman-Hart      | 1:49.395           | 1:49.831           | +2.383  |
| 10     | 28  | René Arnoux        | Ferrari           | 1:50.830           | 1:49.857           | +2.845  |
| 11     | 26  | Andrea de Cesaris  | Ligier-Renault    | 1:50.338           | 1:50.117           | +3.105  |
| 12     | 5   | Jacques Laffite    | Williams-Honda    | 1:51.428           | 1:50.511           | +3.499  |
| 13     | 14  | Manfred Winkelhock | ATS-BMW           | 1:51.697           | 1:50.686           | +3.674  |
| 14     | 17  | Marc Surer         | Arrows-BMW        | 1:56.450           | 1:51.475           | +4.463  |
| 15     | 18  | Thierry Boutsen    | Arrows-BMW        | 1:52.144           | 1:51.551           | +4.539  |
| 16     | 12  | Nigel Mansell      | Lotus-Renault     | 1:52.958           | 1:51.715           | +4.703  |
| 17     | 25  | François Hesnault  | Ligier-Renault    | 1:53.985           | 1:51.872           | +4.860  |
| 18     | 23  | Eddie Cheever      | Alfa Romeo        | 1:54.802           | 1:51.950           | +4.938  |
| 19     | 6   | Keke Rosberg       | Williams-Honda    | 2:12.229           | 1:52.003           | +4.991  |
| 20     | 22  | Riccardo Patrese   | Alfa Romeo        | 1:52.769           | 1:54.665           | +5.757  |
| 21     | 24  | Piercarlo Ghinzani | Osella-Alfa Romeo | 1:59.505           | 1:54.546           | +7.534  |
| 22     | 9   | Philippe Alliot    | RAM-Hart          | 1:55.505           | 1:55.795           | +8.493  |
| 23     | 30  | Jo Gartner         | Osella-Alfa Romeo | 1:58.457           | 1:55.594           | +8.582  |
| 24     | 21  | Huub Rothengatter  | Spirit-Hart       | 1:56.112           | 2:00.118           | +9.100  |
| 25     | 10  | Jonathan Palmer    | RAM-Hart          | 1:56.797           | 46:43.220          | +9.785  |
| 26     | 3   | Stefan Johansson   | Tyrrell-Ford      | 2:00.268           | 1:59.461           | +12.449 |
| DNQ    | 4   | Mike Thackwell     | Tyrrell-Ford      | 2:01.320           | 1:59.516           | +12.504 |
| Zdroj: |     |                    |                   |                    |                    |         |

## Závod
| Poř.   | No. | Jezdec             | Konstruktér       | Počet kol | Čas/Odstoupení  | Pořadí na startu | Body |
| ------ | --- | ------------------ | ----------------- | --------- | --------------- | ---------------- | ---- |
| 1      | 7   | Alain Prost        | McLaren-TAG       | 44        | 1:24:43.210     | 1                | 9    |
| 2      | 8   | Niki Lauda         | McLaren-TAG       | 44        | + 3.149         | 7                | 6    |
| 3      | 16  | Derek Warwick      | Renault           | 44        | + 36.423        | 3                | 4    |
| 4      | 12  | Nigel Mansell      | Lotus-Renault     | 44        | + 51.663        | 16               | 3    |
| 5      | 15  | Patrick Tambay     | Renault           | 44        | + 1:11.949      | 4                | 2    |
| 6      | 28  | René Arnoux        | Ferrari           | 43        | + 1 kolo        | 10               | 1    |
| 7      | 26  | Andrea de Cesaris  | Ligier-Renault    | 43        | + 1 kolo        | 11               |      |
| 8      | 25  | François Hesnault  | Ligier-Renault    | 43        | + 1 kolo        | 17               |      |
| 9      | 21  | Huub Rothengatter  | Spirit-Hart       | 40        | + 4 kola        | 24               |      |
| DSQ    | 3   | Stefan Johansson   | Tyrrell-Ford      | 42        | Diskvalifikován | 26               |      |
| Ret    | 14  | Manfred Winkelhock | ATS-BMW           | 31        | Převodovka      | 13               |      |
| Ret    | 23  | Eddie Cheever      | Alfa Romeo        | 29        | Motor           | 18               |      |
| Ret    | 2   | Teo Fabi           | Brabham-BMW       | 28        | Turbo           | 8                |      |
| Ret    | 1   | Nelson Piquet      | Brabham-BMW       | 23        | Převodovka      | 5                |      |
| Ret    | 22  | Riccardo Patrese   | Alfa Romeo        | 16        | Palivový systém | 20               |      |
| Ret    | 24  | Piercarlo Ghinzani | Osella-Alfa Romeo | 14        | Elektronika     | 21               |      |
| Ret    | 30  | Jo Gartner         | Osella-Alfa Romeo | 13        | Turbo           | 23               |      |
| Ret    | 27  | Michele Alboreto   | Ferrari           | 13        | Motor           | 6                |      |
| Ret    | 10  | Jonathan Palmer    | RAM-Hart          | 11        | Turbo           | 25               |      |
| Ret    | 6   | Keke Rosberg       | Williams-Honda    | 10        | Elektronika     | 19               |      |
| Ret    | 5   | Jacques Laffite    | Williams-Honda    | 10        | Motor           | 12               |      |
| Ret    | 18  | Thierry Boutsen    | Arrows-BMW        | 8         | Motor           | 15               |      |
| Ret    | 11  | Elio de Angelis    | Lotus-Renault     | 8         | Turbo           | 2                |      |
| Ret    | 9   | Philippe Alliot    | RAM-Hart          | 7         | Přehřátí        | 22               |      |
| Ret    | 19  | Ayrton Senna       | Toleman-Hart      | 4         | Zadní křídlo    | 9                |      |
| Ret    | 17  | Marc Surer         | Arrows-BMW        | 1         | Turbo           | 14               |      |
| DNQ    | 4   | Mike Thackwell     | Tyrrell-Ford      |           |                 |                  |      |
| Zdroj: |     |                    |                   |           |                 |                  |      |

## Průběžné pořadí po závodě
Pohár jezdců
| Pořadí | Jezdec          | Body |
| ------ | --------------- | ---- |
| 1      | Alain Prost     | 43,5 |
| 2      | Niki Lauda      | 39   |
| 3      | Elio de Angelis | 26,5 |
| 4      | René Arnoux     | 24,5 |
| 5      | Derek Warwick   | 23   |
| Zdroj: |                 |      |

Pohár konstruktérů
| Pořadí | Konstruktér    | Body |
| ------ | -------------- | ---- |
| 1      | McLaren-TAG    | 82,5 |
| 2      | Lotus-Renault  | 35,5 |
| 3      | Ferrari        | 35,5 |
| 4      | Renault        | 32   |
| 5      | Williams-Honda | 24   |
| Zdroj: |                |      |